# Alexander I van Georgië
Alexander I (Georgisch: ალექსანდრე I დიდი, Aleksandre I Didi; 1386 - tussen 26 augustus 1445 en 7 maart 1446), uit het huis Bagrationi, was koning van Georgië van 1412 tot 1442. Ondanks zijn inspanningen om het land te herstellen van de ruïnes die achtergelaten waren na de invasies van Timoer Lenk, kon Georgië zich nooit meer herstellen en de onvermijdelijke versplintering werd gevolgd door een lange periode van stagnatie. In 1442 abdiceerde hij en trok zich terug in een klooster.

## Huwelijk en kinderen
Hij trouwde ca. 1411 met Doelandoecht, de dochter van Besjken II Orbeli, en had twee zonen
- Vachtang, koning van Georgië
- Demetrius (1413-1452, medeheerser van Imereti en vader van Constantijn II van Georgië

Alexanders' tweede huwelijk was met Tamara, dochter van Alexander I van Imereti in 1414. Hun kinderen waren:
- George VIII van Georgië, de laatste koning van een verenigd Georgië en eerste koning van Kacheti
- David (1417-1471), kathilikos patriarch van Georgië
- Bagrationi (1415 ca.1438), in 1425 gehuwd met keizer Johannes IV van Trebizonde